# 班漢號驅逐艦 (DD-49)
班漢號驅逐艦（舷號DD-49）是一艘隸屬於美國海軍的驅逐艦，為艾爾文級驅逐艦的三號艦。她是美軍第一艘以班漢為名的軍艦，以紀念美國內戰時期的海軍軍官安德魯·班漢（Andrew E. K. Benham）。
班漢號在1912年於克雷普父子造船廠開始建造，在同年下水，於1914年服役。接著班漢號留在大西洋及加勒比海執勤。美國參與第一次世界大戰後，班漢號被派往英國及愛爾蘭海域，掩護協約國商船，期間班漢號曾與英國炮艦相撞重創。戰後班漢號留在加勒比海巡航，在1921年退役，並在1935年除籍，按倫敦海軍條約出售拆解。